# Édouard Cibot

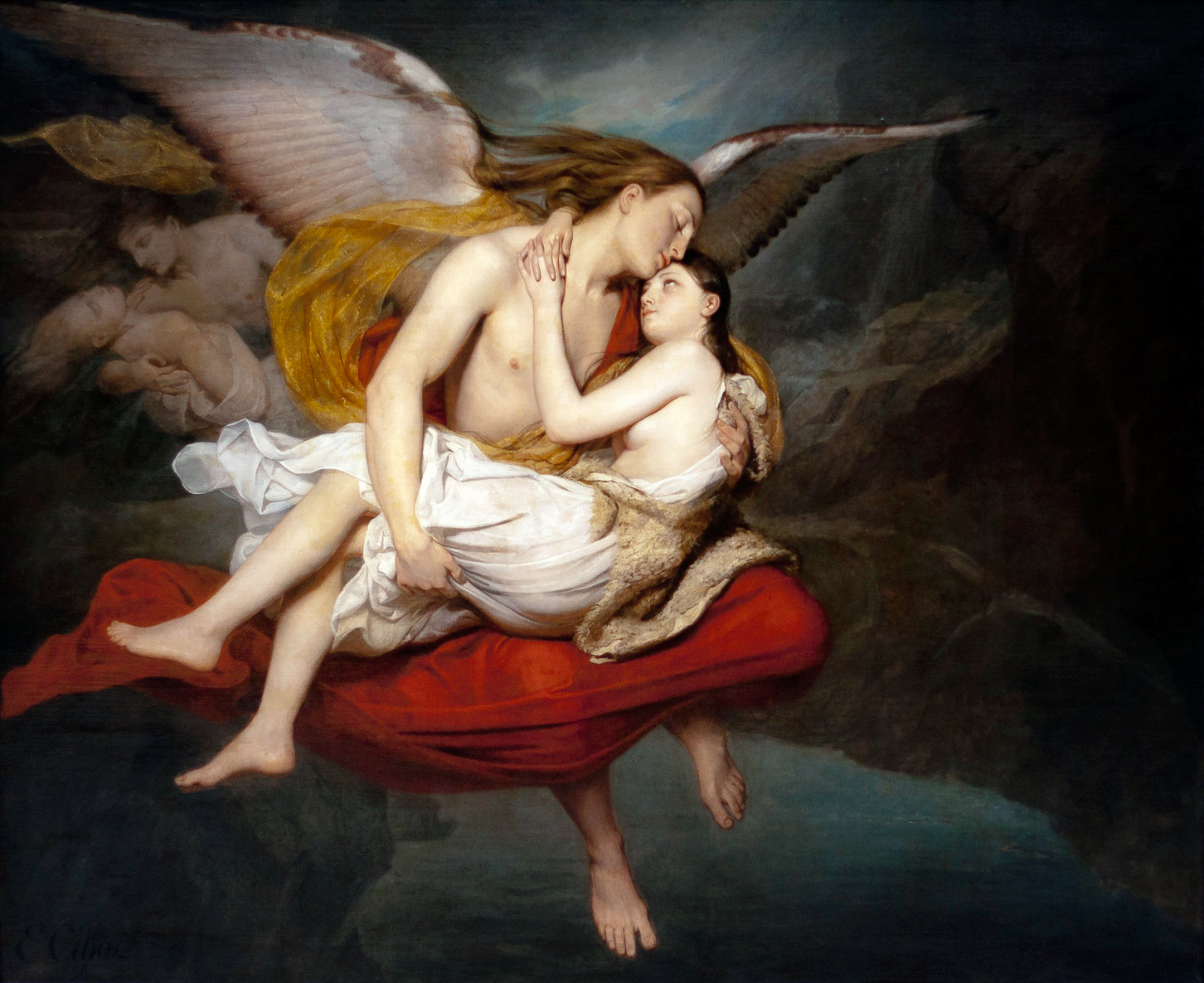
Engelsliebe

François Barthélémy Michel Édouard Cibot (* 11. Februar 1799 in Paris; † 10. Januar 1877 ebenda) war ein französischer Maler.   
Édouard Cibot studierte Malerei an der École des beaux-arts de Paris bei Pierre-Narcisse Guérin und François-Édouard Picot.
Er debütierte 1827 im „Salon des artistes français“ und stellte dort bis 1838 Werke der Historienmalerei aus und erhielt auch mehrere Aufträge für das Schloss Versailles. 
Inspiriert von den Romanen von Walter Scott oder der mittelalterlichen englischen Geschichte, malte er u. a. „Anne Boleyn im Tower of London“ (1835) oder das „Begräbnis von Godefroy de Bouillon“. 
In den Jahren 1838 – 1839 unternahm er eine Italienreise, die seine Kunst völlig änderte: Als er die italienischen Primitiven und die Maler der Renaissance entdeckte, begann er nach seiner Rückkehr nach Paris religiöse Werke in einem Stil der späten Werke von Ary Scheffer zu schaffen.
Er schuf auch eine Reihe über das Leben von Malern, darunter Raffael und Perugino (1843). 
Seit 1853 widmete er sich der Landschaftsmalerei.